# Dragonslayer (film, 2011)
Pour les articles homonymes, voir Dragonslayer.
Pour plus de détails, voir Fiche technique et Distribution.
Dragonslayer est un film documentaire américain de Tristan Patterson sorti le 4 novembre 2011.

## Synopsis
À Orange County, les journées d'errance d'un skateboarder lambda (Sandoval).

## Distribution
Dans leurs propres rôles :
- Josh « Skreech » Sandoval

## Distinctions

### Récompenses
- 2011 : Meilleur film documentaire à Hot Docs ;
- 2011 : Meilleur film documentaire à South by Southwest.

## Fiche technique
- Titre original : Dragonslayer
- Titre français :
- Titre québécois :
- Réalisation : Tristan Patterson
- Scénario :
- Direction artistique :
- Décors :
- Costumes :
- Photographie : Eric Koretz
- Son :
- Montage : Lizzy Calhoun et Jennifer Tiexiera
- Musique : T. Griffin
- Production : John Baker
- Société(s) de production : Animals of Combat, Killer Films
- Société(s) de distribution :  Drag City
- Budget :
- Pays d’origine :  États-Unis
- Langue : anglais
- Format : Couleur -
- Genre : Film documentaire
- Durée : 108 minutes
- Dates de sortie :
  -  États-Unis : 1er mai 2011 (Hot Docs)
  -  États-Unis : 4 novembre 2011

## Bande originale
Le film contient, entre autres, des chansons des groupes Dungen, Death et The Germs.

## Réception critique
Dragonslayer reçoit en majorité des critiques positives. L'agrégateur Rotten Tomatoes rapporte que 83 % des 12 critiques ont donné un avis positif sur le film, avec une moyenne passable de 6,3/10. L'agrégateur Metacritic donne une note de 70 sur 100 indiquant des « critiques positives ».